# Перможа
Перможа (Перивожа) — река в России, протекает по Архангельской области и Республике Коми. Устье реки находится в 46 км по правому берегу реки Курмыш. Длина реки составляет 17 км.

## Данные водного реестра
По данным государственного водного реестра России относится к Двинско-Печорскому бассейновому округу, водохозяйственный участок реки — Мезень от истока до водомерного поста у деревни Малонисогорская. Речной бассейн реки — Мезень.
Код объекта в государственном водном реестре — 03030000112103000047863.